# Contea di Mulan
La contea di Mulan (木兰县S, Mùlán XiànP) è una contea della Cina, situata nella provincia di Heilongjiang e amministrata dalla prefettura di Harbin.